# Кутейников, Николай Евлампиевич
Николай Евлампиевич Кутейников (9 марта 1845, Архангельск — 25 апреля 1906, Гатчина) — российский военно-морской деятель, учёный-кораблестроитель.
Генерал-лейтенант по адмиралтейству. Основатель династии отечественных кораблестроителей.

## Биография
Родился в небогатой семье титулярного советника.
Участвовал в создании большинства боевых кораблей второй половины 1890-х — начала 1900-х годов, в том числе первого отечественного ледокола «Ермак» и первой подводной лодки.
Самый образованный инженер в нашем флоте. (А. Н. Крылов)

## Послужной список
- 1864 — Закончил Инженерное и артиллерийское училище морского ведомства.
- 1866 — Закончил Академический курс морских наук.
- Служил на судостроительных заводах Петербурга, участвовал в постройке мониторов «Ураган», «Тифон», фрегата «Князь Пожарский».
- 1871—1873 — Участвовал в проектировании броненосного фрегата «Генерал-Адмирал», броненосца «Пётр Великий» и «поповок».
- 1874—1877 — Наблюдающий за постройкой на Балтийском заводе броненосного фрегата «Герцог Эдинбургский». 29 августа (10 сентября) 1875 года «за отличие по службе» произведен в чин поручика[2].
- 1878 — январь 1879 — Командирован на завод В. Крампа (г. Филадельфия, США) для наблюдения за постройкой клипера «Забияка» и переоборудованием коммерческих пароходов в крейсеры «Азия», «Африка», «Европа».
- 1880—1884 — Старший строитель броненосного фрегата «Дмитрий Донской» в Новом Адмиралтействе (Петербург).
- 1884 — И. о. члена кораблестроительного отдела МТК.
- 1885 — Наблюдающий за постройкой броненосца «Император Николай I». Внес существенные изменения в проект корабля, в том числе предложил заменить барбетную установку 305-мм орудий более современной башенной.
- 1892 — И. о. помощника Главного инспектора кораблестроения.
- 1894 — Инициатор открытия Опытового судостроительного бассейна в Петербурге.
- 1895—1905 — Главный инспектор кораблестроения и начальник кораблестроительного отдела Морского технического комитета. Участвовал в разработке проектов и принятии решений по постройке всех кораблей и судов, портовых и производственных сооружений Российского флота.
- 1901 — Инициатор создания Петербургского политехнического института с кораблестроительным факультетом.
- 1904 — Флагманский инженер штаба наместника Е. И. В. на Дальнем Востоке. Генерал-лейтенант по адмиралтейству.
- Сентябрь 1905 — Вышел в отставку «по домашним обстоятельствам».

## Последние годы жизни
Невольной причиной смерти Кутейникова стала гибель броненосца «Петропавловск». А. Н. Крылов пытался доказать, что гибель броненосца была вызвана недостатками его конструкции, то есть возлагал вину на Кутейникова, но комиссия не согласилась с таким выводом.
Кутейников тяжело перенес конфликт, и его здоровье резко ухудшилось. Он удалился в Гатчину, где Дворцовое ведомство отведело ему участок земли. Кутейников скончался в 1906 году в возрасте 61 года и похоронен на Новом кладбище в Гатчине.

## Семья
- Жена — Екатерина Ильинична Бушлева.
- Дети — дочь Елена Николаевна (жена корабельного инженера Н. Н. Пущина), сыновья Николай Николаевич, Владимир Николаевич, Борис Николаевич, Евгений Николаевич[3].

## Награды
- Орден Святого Владимира II степени.
- Орден Святой Анны I степени.
- Орден Святого Станислава I степени.
- Орден Святого Владимира III степени (6.12.1895).
- Серебряная медаль «В память царствования императора Александра III»:

В службе сего корабельного инженера не было обстоятельств, лишающих права на получение знака отличия беспорочной службы или отдаляющих срок выслуги по сему знаку.